# Seznam evropských rekordů v plavání
Evropské rekordy v plavání jsou nejrychlejší časy plavců reprezentujících členskou federaci Evropská plavecká liga (LEN), organizaci řídící v Evropě plavání.
Rekordy se evidují v následujících disciplínách:
- 50m, 100m, 200m , 800m a 1500m volný způsob
- 50m, 100m a 200m znak
- 50m, 100m a 200m prsa
- 50m, 100m a 200m motýl
- 100m, 200m a 400m polohový závod

Závod na 100m polohový závod se plave pouze na krátkém bazénu. V individuálních disciplínách se tedy evidují rekordy na všech tratích z programu Mistrovství světa v plavání. Ve štafetách se evidují rekordy na 4x100m a 4x200m volný způsob a 4x100m polohový závod v dlouhém bazénu a v krátkém bazénu ještě navíc rekordy na 4x50m volný způsob a polohově.

## Dlouhý bazén (50 m)

### Muži
| Disciplína                       | Čas      |        | Plavec                                                                                       | Země               | Datum             | Závody              | Místo                 | Ref   |
| -------------------------------- | -------- | ------ | -------------------------------------------------------------------------------------------- | ------------------ | ----------------- | ------------------- | --------------------- | ----- |
| 50 m volný způsob                | 20,94    |        | Frédérick Bousquet                                                                           | Francie            | 26. dubna 2009    | Mistrovství Francie | Montpellier, Francie  | [ 2 ] |
| 100 m volný způsob               | 46,51    | #      | David Popovici                                                                               | Rumunsko           | 31. července 2025 | MS 2025             | Singapur              |       |
| 200 m volný způsob               | 1:42,00  | WR     | Paul Biedermann                                                                              | Německo            | 28. července 2009 | MS 2009             | Řím, Itálie           | [ 3 ] |
| 400 m volný způsob               | 3:39,96  | WR     | Lukas Märtens                                                                                | Německo            | 12. dubna 2025    | Swim Open Stockholm | Stockholm, Švédsko    |       |
| 800 m volný způsob               | 7:38,12  |        | Sven Schwarz                                                                                 | Německo            | 2. května 2025    | Mistrovství Německa | Berlín, Německo       |       |
| 1500 m volný způsob              | 14:32,80 |        | Gregorio Paltrinieri                                                                         | Itálie             | 25. června 2022   | MS 2022             | Budapešť, Maďarsko    |       |
| 50m znak                         | 23,55    | sf, WR | Kliment Kolesnikov                                                                           | Rusko              | 27. července 2023 | Russian Cup         | Kazaň, Rusko          |       |
| 100 m znak                       | 51,60    | WR     | Thomas Ceccon                                                                                | Itálie             | 20. června 2022   | MS 2022             | Budapešť, Maďarsko    |       |
| 200 m znak                       | 1:53,19  | #      | Hubert Kós                                                                                   | Maďarsko           | 1. srpna 2025     | MS 2025             | Singapur              |       |
| 50 m prsa                        | 25,95    | sf, WR | Adam Peaty                                                                                   | Spojené království | 25. července 2017 | MS 2017             | Budapešť, Maďarsko    |       |
| 100 m prsa                       | 56,88    | sf, WR | Adam Peaty                                                                                   | Spojené království | 21. července 2019 | MS 2019             | Kwangdžu, Jižní Korea |       |
| 200 m prsa                       | 2:05,85  |        | Léon Marchand                                                                                | Francie            | 31. července 2024 | LOH 2024            | Paříž, Francie        |       |
| 50 m motýlek                     | 22,27    | WR     | Andrij Govorov                                                                               | Ukrajina           | 1. července 2018  | Sette Colli Trophy  | Řím, Itálie           |       |
| 100 m motýlek                    | 49,62    | #      | Maxime Grousset                                                                              | Francie            | 2. srpna 2025     | MS 2025             | Singapur              |       |
| 200 m motýlek                    | 1:50,34  | WR     | Kristóf Milák                                                                                | Maďarsko           | 21. června 2022   | MS 2022             | Budapešť, Maďarsko    |       |
| 200 m polohový závod             | 1:52,69  | sf, WR | Léon Marchand                                                                                | Francie            | 30. července 2025 | MS 2025             | Singapur              |       |
| 400 m polohový závod             | 4:02,50  | WR     | Léon Marchand                                                                                | Francie            | 23. července 2023 | MS 2023             | Fukuoka, Japonsko     |       |
| štafeta 4 × 100 m volný způsob   | 3:08,32  |        | (47,91) Amaury Leveaux (47,05) Fabien Gilot (46,63) Frédérick Bousquet (46,73) Alain Bernard | Francie            | 11. srpna 2008    | LOH 2008            | Peking, Čína          |       |
| štafeta 4 × 200 m volný způsob   | 6:58,58  |        | (1:45,72) Tom Dean (1:44,40) James Guy (1:45,01) Matthew Richards (1:43,45) Duncan Scott     | Spojené království | 28. července 2021 | LOH 2020            | Tokio, Japonsko       |       |
| štafeta 4 × 100 m polohový závod | 3:26,93  | #      | (52,44) Miron Lifincev (57,92) Kirill Prigoda (50,17) Andrej Minakov (46,40) Jegor Korněv    | Rusko              | 3. srpna 2025     | MS 2025             | Singapur, Singapur    |       |

Legenda: # – Rekord čekající na schválení; WR – Světový rekord; 
 Rekordy nestanovené ve finále: (h) – rozplavby; (sf) – semifinále; (r) – první úsek štafety; (rh) – první úsek štafety v rozplavbách; (b) – B finále; † – mezičas; (tt) – kvalifikace do hlavního závodu 

### Ženy
| Disciplína                     | Čas      |        | Plavec | Země               | Datum             | Závody                       | Místo                    | Ref   |
| ------------------------------ | -------- | ------ | --- | ------------------ | ----------------- | ---------------------------- | ------------------------ | ----- |
| 50 m volný způsob              | 23,61    | sf, WR | Sarah Sjöströmová                                                                                                  | Švédsko            | 23. července 2023 | MS 2023                      | Fukuoka, Japonsko        |       |
| 100 m volný způsob             | 51,71    | r, WR  | Sarah Sjöströmová                                                                                                  | Švédsko            | 23. července 2017 | MS 2017                      | Budapešť, Maďarsko       |       |
| 200 m volný způsob             | 1:52,98  | WR     | Federica Pellegriniová                                                                                             | Itálie             | 29. července 2009 | MS 2009                      | Řím, Itálie              |       |
| 400 m volný způsob             | 3:59,15  | WR     | Federica Pellegriniová                                                                                             | Itálie             | 26. července 2009 | MS 2009                      | Řím, Itálie              | [ 3 ] |
| 800 m volný způsob             | 8:12,81  | #      | Simona Quadarellaová                                                                                               | Itálie             | 2. srpna 2025     | MS 2025                      | Singapur, Singapur       |       |
| 1500 m volný způsob            | 15:31,79 | #      | Simona Quadarellaová                                                                                               | Itálie             | 29. července 2025 | MS 2025                      | Singapur                 |       |
| 50 m znak                      | 27,10    |        | Kira Toussaintová                                                                                                  | Nizozemsko         | 10. dubna 2021    | Eindhoven Qualification Meet | Eindhoven, Nizozemsko    |       |
| 100 m znak                     | 58,08    | r      | Kathleen Dawsonová                                                                                                 | Spojené království | 23. května 2021   | ME 2021                      | Budapešť, Maďarsko       |       |
| 200 m znak                     | 2:04,94  |        | Anastasia Zujevová                                                                                                 | Rusko              | 1. srpna 2009     | MS 2009                      | Řím, Itálie              |       |
| 50 m prsa                      | 29,16    | WR     | Rūta Meilutytė | Litva              | 30. července 2023 | MS 2023                      | Fukuoka, Japonsko        |       |
| 100 m prsa                     | 1:04,35  | sf     | Rūta Meilutytė | Litva              | 23. července 2013 | MS 2013                      | Barcelona, Španělsko     |       |
| 200 m prsa                     | 2:17,55  | WR     | Jevgenija Čikunovová                                                                                               | Rusko              | 21. dubna 2023    | Mistrovství Ruska            | Kazaň, Rusko             |       |
| 50 m motýlek                   | 24,43    | WR     | Sarah Sjöströmová                                                                                                  | Švédsko            | 5. července 2014  | Mistrovství Švédska          | Borås, Švédsko           |       |
| 100 m motýlek                  | 55,48    |        | Sarah Sjöströmová                                                                                                  | Švédsko            | 7. srpna 2016     | LOH 2016                     | Rio de Janeiro, Brazílie |       |
| 200 m motýlek                  | 2:04,27  | (sf)   | Katinka Hosszúová                                                                                                  | Maďarsko           | 29. července 2009 | MS 2009                      | Řím, Itálie              |       |
| 200 m polohový závod           | 2:06,12  |        | Katinka Hosszúová                                                                                                  | Maďarsko           | 3. srpna 2015     | MS 2015                      | Kazaň, Rusko             |       |
| 400 m polohový závod           | 4:26,36  |        | Katinka Hosszúová                                                                                                  | Maďarsko           | 6. srpna 2016     | LOH 2016                     | Rio de Janeiro, Brazílie |       |
| štafeta 4×100 m volný způsob   | 3:31,72  | WR     | (53,61) Inge Dekkerová (52,30) Ranomi Kromowidjojová (53,03) Femke Heemskerková (52,78) Marleen Veldhuisová        | Nizozemsko         | 26. července 2009 | MS 2009                      | Řím, Itálie              | [ 3 ] |
| štafeta 4 × 200 m volný způsob | 7:45,51  |        | (1:55,98) Joanne Jackson (1:56,78) Jazmin Carlinová (1:56,42) Caitlin McClatcheyová (1:56,33) Rebecca Adlingtonová | Spojené království | 30. července 2009 | MS 2009                      | Řím, Itálie              | [ 3 ] |
| štafeta 4×100 m polohový závod | 3:53,38  |        | (58,96) Anastasija Fesikovová (1:04,03) Julija Jefimovová (56,99) Světlana Čimrovová (53,40) Veronika Popovová     | Rusko              | 30. července 2017 | MS 2017                      | Budapešť, Maďarsko       |       |

Legenda: # – Rekord čekající na schválení; WR – Světový rekord; 
 Rekordy nestanovené ve finále: (h) – rozplavby; (sf) – semifinále; (r) – první úsek štafety; (rh) – první úsek štafety v rozplavbách; (b) – B finále; † – mezičas; (tt) – kvalifikace do hlavního závodu 

## Krátký bazén (25 m)

### Muži
| Disciplína                       | Čas      |         | Plavec | Země       | Datum              | Závody                             | Místo                          | Ref    |
| -------------------------------- | -------- | ------- | --- | ---------- | ------------------ | ---------------------------------- | ------------------------------ | ------ |
| 50 m volný způsob                | 20,48    | (sf)    | Amaury Leveaux                                                                                            | Francie    | 11. prosince 2008  | ME25 2008                          | Rijeka, Chorvatsko             | [ 4 ]  |
| 100 m volný způsob               | 44,94    | WR      | Amaury Leveaux                                                                                            | Francie    | 13. prosince 2008  | ME25 2008                          | Rijeka, Chorvatsko             | [ 4 ]  |
| 200 m volný způsob               | 1:39,37  | WR      | Paul Biedermann                                                                                           | Německo    | 15. listopadu 2009 | Světovy pohár                      | Berlín, Německo                | [ 5 ]  |
| 400 m volný způsob               | 3:32,77  | WR      | Paul Biedermann                                                                                           | Německo    | 14. listopadu 2009 | Světovy pohár                      | Berlín, Německo                | [ 6 ]  |
| 800 m volný způsob               | 7:31,18  |         | Federico Colbertaldo                                                                                      | Itálie     | 19. prosince 2009  | 2009 Duel in the Pool              | Manchester, Spojené království | [ 7 ]  |
| 1500 m volný způsob              | 14:16,13 |         | Jurij Prilukov                                                                                            | Rusko      | 9. prosince 2006   | ME25 2006                          | Helsinky, Finsko               |        |
| 50 m znak                        | 22,74    |         | Stanislav Doněc                                                                                           | Rusko      | 26. listopadu 2010 | ME25 2010                          | Eindhoven, Nizozemsko          | [ 8 ]  |
| 100 m znak                       | 48,95    | (r)     | Stanislav Doněc                                                                                           | Rusko      | 19 December 2010   | MS25 2010                          | Dubaj, Spojené arabské emiráty | [ 9 ]  |
| 200 m znak                       | 1:46,11  | WR      | Arkadij Vjatčanin                                                                                         | Rusko      | 15. listopadu 2009 | Světový pohár                      | Berlín, Německo                | [ 10 ] |
| 50 m prsa                        | 26,11    |         | Fabio Scozzoli                                                                                            | Itálie     | 4 August 2011      | Mistrovství Itálie                 | Ostia, Itálie                  | [ 11 ] |
| 50 m prsa                        | 24,95    | WR      | Hüseyin Emre Sakçı                                                                                        | Turecko    | 27. prosince 2021  | Mistrovství Turecka                | Gaziantep, Turecko             | [ 12 ] |
| 100 m prsa                       | 56,29    |         | Robin van Aggele                                                                                          | Nizozemsko | 11. prosince 2009  | ME25 2009                          | Istanbul, Turecko              | [ 13 ] |
| 200 m prsa                       | 2:00,67  | WR      | Dániel Gyurta                                                                                             | Maďarsko   | 12. prosince 2009  | ME25 2009                          | Istanbul, Turecko              | [ 13 ] |
| 50 m motýlek                     | 21,80    | WR      | Steffen Deibler                                                                                           | Německo    | 14. listopadu 2009 | Světový pohár                      | Berlín, Německo                | [ 14 ] |
| 100 m motýlek                    | 48,48    | WR      | Jevgenij Korotyškin                                                                                       | Rusko      | 15. listopadu 2009 | Světový pohár                      | Berlín, Německo                |        |
| 200 m motýlek                    | 1:49,46  |         | Nikolaj Skvorcov                                                                                          | Rusko      | 12. prosince 2009  | ME25 2009                          | Istanbul, Turecko              | [ 13 ] |
| 100 m polohový závod             | 50,76    | WR (sf) | Peter Mankoč                                                                                              | Slovinsko  | 12. prosince 2009  | ME25 2009                          | Istanbul, Turecko              | [ 13 ] |
| 200 m polohový závod             | 1:51,72  |         | Markus Rogan                                                                                              | Rakousko   | 10. prosince 2009  | ME25 2009                          | Istanbul, Turecko              | [ 13 ] |
| 400 m polohový závod             | 3:57,27  |         | László Cseh                                                                                               | Maďarsko   | 11. prosince 2009  | ME25 2009                          | Istanbul, Turecko              | [ 13 ] |
| štafeta 4×50 m volný způsob      | 1:20,77  | WB      | (20,64) Alain Bernard (20,33) Fabien Gilot (19,93) Amaury Leveaux (19,87) Frédérick Bousquet              | Francie    | 14. prosince 2008  | ME25 2008                          | Rijeka, Chorvatsko             | [ 4 ]  |
| štafeta 4 × 100 m volný způsob   | 3:04,78  |         | (46,78) Alain Bernard (45,92) Frédérick Bousquet (45,75) Fabien Gilot (46,33) Yannick Agnel               | Francie    | 15 December 2010   | MS25 2010                          | Dubaj, Spojené arabské emiráty | [ 15 ] |
| štafeta 4 × 200 m volný způsob   | 6:49,04  | WR      | (1:42,10) Nikita Lobincev (1:42,15) Danila Izotov (1:42,32) Evgeny Lagunov (1:42,47) Alexander Sukhorukov | Rusko      | 16 December 2010   | MS25 2010                          | Dubaj, Spojené arabské emiráty | [ 16 ] |
| štafeta 4×50 m polohový závod    | 1:31,80  | WB      | (22,86) Stanislav Doněc (26,16) Sergey Geybel (22,29) Jevgenij Korotyškin (20,49) Sergey Fesikov          | Rusko      | 10. prosince 2009  | ME25 2009                          | Istanbul, Turecko              | [ 13 ] |
| štafeta 4 × 100 m polohový závod | 3:19,16  | WR      | Stanislav Doněc Sergey Geybel Jevgenij Korotyškin Danila Izotov                                           | Rusko      | 20. prosince 2009  | Plavecký pohár Vladimira Salnikova | Petrohrad, Rusko               | [ 17 ] |

Legenda: # – Rekord čekající na schválení; WR – Světový rekord; 
 Rekordy nestanovené ve finále: (h) – rozplavby; (sf) – semifinále; (r) – první úsek štafety; (rh) – první úsek štafety v rozplavbách; (b) – B finále; † – mezičas; (tt) – kvalifikace do hlavního závodu 

### Ženy
| Disciplína                       | Čas      |    | Plavec | Země               | Datum              | Závody                             | Místo                            | Ref           |
| -------------------------------- | -------- | -- | --- | ------------------ | ------------------ | ---------------------------------- | -------------------------------- | ------------- |
| 50 m volný způsob                | 23,25    | WR | Marleen Veldhuisová | Nizozemsko         | 13. dubna 2008     | MS25 2008                          | Manchester, Spojené království   |               |
| 100 m volný způsob               | 51,19    |    | Franciencesca Halsallová                                                                                                | Spojené království | 22. listopadu 2009 | Světový pohár                      | Singapur                         | [ 18 ]        |
| 200 m volný způsob               | 1:51,17  | WR | Federica Pellegriniová                                                                                                  | Itálie             | 13. prosince 2009  | ME25 2009                          | Istanbul, Turecko                | [ 13 ]        |
| 400 m volný způsob               | 3:54,92  | WR | Joanne Jacksonová | Spojené království | 8. srpna 2009      | British Grand Prix                 | Leeds, Spojené království        | [ 19 ]        |
| 800 m volný způsob               | 8:04,53  | WR | Alessia Filippiová | Itálie             | 12. prosince 2008  | ME25 2008                          | Rijeka, Chorvatsko               | [ 4 ]         |
| 1500 m volný způsob              | 15:28,65 | WR | Lotte Friisová | Dánsko             | 28. listopadu 2009 | Mistrovství Dánska družstev        | Birkerød, Dánsko                 | [ 20 ]        |
| 50 m znak                        | 25,70    | WR | Sanja Jovanovićová | Chorvatsko         | 12. prosince 2009  | ME25 2009                          | Istanbul, Turecko                | [ 13 ]        |
| 100 m znak                       | 56,36    |    | Kseniya Moskvina | Rusko              | 11. prosince 2009  | ME25 2009                          | Istanbul, Turecko                | [ 13 ]        |
| 200 m znak                       | 2:00,83  |    | Elizabeth Simmondsová                                                                                                   | Spojené království | 16. prosince 2011  | 2011 Duel in the Pool              | Atlanta, Spojené státy americké  | [ 21 ] [ 22 ] |
| 50 m prsa                        | 28,60    |    | Rūta Meilutytė | Litva              | 23. října 2022     | Světový pohár                      | Berlín, Německo                  |               |
| 100 m prsa                       | 1:04,21  |    | Rikke Møller-Pedersenová                                                                                                | Dánsko             | 19. prosince 2009  | Plavecký pohár Vladimira Salnikova | Petrohrad, Rusko                 |               |
| 200 m prsa                       | 2:16,66  |    | Rikke Møller-Pedersenová                                                                                                | Dánsko             | 11. prosince 2009  | ME25 2009                          | Istanbul, Turecko                | [ 13 ]        |
| 50 m motýlek                     | 24,38    | WR | Therese Alshammarová | Švédsko            | 22. listopadu 2009 | Světový pohár                      | Singapur                         |               |
| 100 m motýlek                    | 55,05    | WR | Diane Bui Duyetová | Francie            | 12. prosince 2009  | ME25 2009                          | Istanbul, Turecko                | [ 13 ]        |
| 200 m motýlek                    | 2:03,01  |    | Mireia Mireia Belmonteová                                                                                               | Španělsko          | 26. listopadu 2009 | Mistrovství Španělska              | Castellón de la Plana, Španělsko |               |
| 100 m polohový závod             | 57,74    | WR | Hinkelien Schreuderová                                                                                                  | Nizozemsko         | 15. listopadu 2009 | Světový pohár                      | Berlín, Německo                  | [ 23 ]        |
| 200 m polohový závod             | 2:04,64  |    | Evelyn Verrasztó | Maďarsko           | 10. prosince 2009  | ME25 2009                          | Istanbul, Turecko                | [ 13 ]        |
| 400 m polohový závod             | 4:24,21  |    | Mireia Mireia Belmonteová                                                                                               | Španělsko          | 15. prosince 2010  | MS25 2010                          | Dubaj, Spojené arabské emiráty   | [ 24 ]        |
| štafeta 4×50 m volný způsob      | 1:33,25  | WB | (23,53) Inge Dekkerová (22,81) Hinkelien Schreuderová (23,88) Saskia de Jongeová (23,03) Ranomi Kromowidjojová          | Nizozemsko         | 11. prosince 2009  | ME25 2009                          | Istanbul, Turecko                | [ 13 ]        |
| štafeta 4 × 100 m volný způsob   | 3:28,22  | WR | (52,88) Hinkelien Schreuderová (52,24) Inge Dekkerová (52,12) Ranomi Kromowidjojová (50,98) Marleen Veldhuisová         | Nizozemsko         | 19. prosince 2008  | Mistrovství Nizozemska             | Amsterdam, Nizozemsko            |               |
| štafeta 4 × 200 m volný způsob   | 7:38,33  |    | (1:53,17) Camille Muffatová (1:53,71) Coralie Balmyová (1:56,24) Mylène Lazareová (1:55,21) Ophélie Cyrielle Etienneová | Francie            | 15. prosince 2010  | MS25 2010                          | Dubaj, Spojené arabské emiráty   | [ 25 ]        |
| štafeta 4×50 m polohový závod    | 1:42,69  | WB | (26,32) Hinkelien Schreuderová (29,16) Moniek Nijhuisová (24,51) Inge Dekkerová (22,70) Ranomi Kromowidjojová           | Nizozemsko         | 12. prosince 2009  | ME25 2009                          | Istanbul, Turecko                | [ 13 ]        |
| štafeta 4 × 100 m polohový závod | 3:53,02  |    | (58,10) Elizabeth Simmondsová (1:06,37) Kate Haywoodová (56,99) Jemma Loweová (51,56) Franciencesca Halsallová          | Spojené království | 11. dubna 2008     | MS25 2008                          | Manchester, Spojené království   |               |

Legenda: # – Rekord čekající na schválení; WR – Světový rekord; 
 Rekordy nestanovené ve finále: (h) – rozplavby; (sf) – semifinále; (r) – první úsek štafety; (rh) – první úsek štafety v rozplavbách; (b) – B finále; † – mezičas; (tt) – kvalifikace do hlavního závodu 